# Gamarús ocel·lat
El gamarús ocel·lat (Strix ocellata) és una espècie d'ocell de la família dels estrígids (Strigidae). Habita els boscos de la major part de l'Índia. El seu estat de conservació es considera de risc mínim.